# Могилёвская скульптура
Могилевская скульптура — процесс становления самобытной культовой резной скульптуры Могилевщины происходил в первой половине XVII века и совпал по времени с формированием знаменитых национальных школ в Голландии, Испании, Фландрии и др. В результате постоянных культурных связей возникла самобытная неповторимая школа белорусской резьбы — могилевская скульптурная школа, которая стала синтезом западно-европейского и местного искусства. Могилевские мастера активно восприняли господствующий в Западной Европе стиль барокко и включились в обще-европейский художественный процесс. Их произведения строились на контрастах, асимметрии, динамизме композиции, криволинейности очертаний, своеобразной декоративности, проявляли человеческую дуалистическую природу, борьбу небесного и земного начал.
Деревянная могилевская скульптура, которая относится к «высокому» барокко, отличалась большой стилистической свободой, лаконичным пластическим языком, интересом к внутреннему состоянию персонажей, обобщенной трактовкой фигуры и одежды («Иоанн Богослов» и «Мария» из могилевской Спасской церкви, начало XVII в.). Для той части скульптур, которую часто называют «низовое» барокко, было характерно широкое использование различных деформаций фигуры, частей тела, таких как большие кисти рук, несоразмерные с туловищем головы («Ангел летящий» из с. Городец Быховского района, первая половина XVII в.). Они отражали простонародные типажи и имели конкретные (земные) черты.
Еще большим демократизмом выделялась деревянная пластика многочисленных придорожных часовен, крестов и скульптур, которые устанавливались на кладбище. Традиционно скульптурные произведения вырезали из дерева, реже использовали камень и стукко (смесь извести, песка, гипса, мраморной крошки и клея). Деревянные скульптурные изображения, за исключением рук и лица, покрывали золотой или серебряной краской, или делали полихромными. Основными заказчиками скульптур в это время являлись униатские церкви и католические костелы. Большая их часть создавалась и располагалась в главных и боковых алтарях, которые поражали великолепием и красотой, создавали иллюзию состоятельности.
Упразднение Брестской унии во время Полоцкого собора 1839 года привело к резкому снижению спроса на деревянную пластику и уничтожения многих произведений униатской могилевской сакральной скульптуры. В результате профессиональная могилевская школа резьбы пришла в упадок, а ее традиции наиболее полно сохранились лишь в народной резьбе по дереву.